# Молдавская федерация бокса
Федерации бокса Республики Молдова, созданная 22 января 1993 года, является единственной в стране структурой, уполномоченной управлять боксом как видом спорта. Президент Федерации и председатель Президиума, мастер спорта по боксу, бизнесмен — Василий Киртока.
В организационную структуру Федерации входят следующие органы: Конференция членов; Президиум Федерации; Президент Федерации; Генеральный секретарь; Департамент Олимпийского бокса; Департамент профессионального бокса; Ревизионная комиссия; Наблюдательный совет.

## История бокса в республике
Становление бокса Молдавии началось в 1947 году, когда под открытым небом разрушенного войной Кишинёва был проведён первый чемпионат республики по боксу. Среди его победителей ныне здравствующий М. Агульников. Призёрами чемпионатов и Спартакиад Советского Союза становились В. Пята, В. Долгов, Г. Шиманский, С. Бокал, братья С. и Т. Скрябины, В. Трубицын, и другие. ЗМС Т. Скрябин дважды становился чемпионом и бронзовым призёром СССР, завоевал бронзу на Олимпийских Играх и Кубке мира, серебро чемпионата Европы.
Начиная с 1956 г., боксёры из Молдавии принимают участие во всех значимых соревнованиях и занимают почётные места, возвращаясь на родину с медалями и наградами. Первой победой стало почётное третье место, которое было завоёвано в командном зачёте на всесоюзном соревновании. Победное шествие продолжилось на Первой Спартакиаде Народов СССР, где отличились и проявили себя Юрий Музлаев и Борис Савченко.
Вершиной успеха стали Олимпийские игры в Сеуле 1988 г., где Скрябин Т., выступая в составе сборной, завоевал бронзовую медаль.
Боксёры независимой Молдовы выступали на Олимпиадах 1996-2000-2004-2008-2012 годов: на трёх — бронзовый призёр Сиднея, ЗМС В. Грушак; на двух — И. Сомойленко; на одной — В. Гожан, О. Цыку и В. Белоус.
Боксёры независимой Молдовы выступали на Олимпиадах 1996-2000-2004-2008-2012 годов: на трёх — бронзовый призёр Сиднея, ЗМС В. Грушак; на двух — И. Сомойленко; на одной — В. Гожан, О. Цыку и В. Белоус.
Одним из самых титулованных спортсменов Молдовы является ЗМС В. Гожан — бронзовые призер Пекинской Олимпиады, чемпион и вице-чемпион Европы и финалист Кубка мира. Финалистом чемпионата Европы стал Д. Галагоц, бронзу завоёвывали И. Самойленко, И. Гайван, П. Чебану, В. Котюжанский, В. Белоус и дважды — А. Рышкан. Бронзу на Кубке мира получали В. Котюжанский и М. Мунтян. На Всемирной Универсиаде бронзовыми призёрами стали Д. Галагоц и А. Рышкан. На чемпионате Евросоюза в 2014 году Молдова заняла первое общекомандное место: чемпионами стали А. Рышкан и В. Гожан, бронзовыми призёрами — Д. Галагоц, В. Белоус, В. Карапчевский и В. Ялымов. Финалистом чемпионата мира среди студентов становился М. Мунтян, бронзовыми призёрами — И. Конобеев, А. Рышкан, Д. Урсу, В. Белоус, Д. Галагоц, А. Усатенко. Вторые места на Кубке Европы завоёвывали В. Котюжанский, О. Цыку, И. Гонца и В. Грушак, третьи — И. Самойленко, О. Лесник, Р. Баранов, А. Грушевский и А. Годлевский. С серебром с чемпионата Европы (19-22) вернулся П. Чебану, бронзовыми призёрами. 
Финалистом чемпионата и Кубка Европы среди студентов стали А. Арнаут и В. Карапчевский, бронзовыми призёрами — В. Келеш, В. Кырма, А. Андреев, Д. Суходольский, В. Котюжанский и В. Берзой. Чемпионом Всемирных Игр Единоборств стал В. Белоус, бронза у Г. Шаповал. Чемпионами Балканских Игр были И. Гонца, В. Грушак и В. Цеберняк.
Бронзовыми призёрами Юниорских Игр в Сингапуре был Д. Сварешук, а чемпионата мира среди молодёжи — А. Андреев. Чемпионом Европы среди молодёжи стал Д. Букша, вице-чемпионом — Ю. Иванов, бронзу завоёвывали В. Гаврилюк, М. Квасюк и А. Рышкан. Серебряным призёром чемпионата мира среди юниоров стали В. Ялымов и В. Цугуй, бронзовыми — П. Чебан и М. Квасюк. Чемпионом Европы среди юниоров становился В. Цугуй; серебряные медали получали Д. Букша, В. Цугуй, А. Параскив, В. Касым и дважды А. Рышкан; бронзовые — Т. Лаврик, В. Беженарь, А. Выскебец, Д. Букша, И. Лупу, С. Кицкул, В. Каражия и В. Питула. Чемпионами Европы среди школьников были А. Рышкан, В. Бодэрэу и М. Постюк.
Весомый вклад в воспитание чемпионов и призёров внесли: старший тренер сборной Молдовы, ЗТРМ П. Кадук, заслуженные тренера РМ Л. Томша, В. Казанжи, М. Чертыковцев, А. Довгопол, Г. Бугняк и В. Симак. Заслуженным авторитетом на международной арене пользуется судья МК АИБА — Рефери Олимпийских Игр в Пекине А. Кайгородов и судья МК АИБА В. Бандалак.

## Достижения, титулы и фамилии чемпионов
- Скрябин Т. — ЗМС, 3 м на Олимпийских играх в 1988 г., Сеул; 2 м на ЧЕ в 1989 г., Польша; 3 м. К.М. в 1998 г., Китай.
- Грушак В.- ЗМС, 3 м на Олимпийских играх в 2000, Сидней; финалист КЕ 1999 г., Украина; участник Олимпийских игр в 2004 г., Афины; чемпион Балканских Игр.
- Самойленко И. — МСМК, уч-к Олимпийских игр 1996 г., Атланта и 2004 г., Афины; 3 м на ЧЕ в 2002 г., Пермь; 3 м. КЕ в 1999 г., Украина.
- Гожан В.- МСМК, 3 м на Олимпийских играх 2008 г., Пекин, 2 м на ЧЕ в 2002 г., Пермь, чемпион Европы 2011 г., призер множества международных турниров.
- Цыку О. — МСМК, уч-к Олимпийских игр в 1996 г., Атланта; финалист КЕ 1999 г., Украина.
- Гайван И. — МСМК, 3 м на ЧЕ в 2002 г., Пермь.
- Мунтян М. — МСМК, 2 м на ЧМ среди студентов в 2006 г., Казахстан.
- Гонца И. — МСМК, 2мю КЕ в 1999 г., Украина, и мн. др.

## Фамилии и должности руководителей федерации[2]
Василий Киртока — Президент Федерации и Президиума;

#### Члены Президиума
- Председатель Президиума, Президент Федерации — Василий Киртока (Кишинев)
- Член президиума, Вице-президент федерации — Чертыковцев Максим (Тирасполь)
- Член президиума, Вице-президент федерации — Алексей Киртока (Кишинев)
- Член президиума — Петр Кадук (Гримэнкэуцы)
- Член президиума — Сергей Гуранда (Бельцы)
- Член президиума — Дмитрий Чакуста (Комрат)
- Член президиума — Анатолий Кайгородов (Кишинев)

Резерв:
- Виктор Трубицин (Бендэры)
- Михаил Буханюк (Оргеев)

## Тренерская комиссия:[2]
- Председатель комиссии — Юрий Параскив (Кишинев)
- Член комиссии — Вячеслав Гожан (Гримэнкэуцы)
- Член комиссии — Александр Конюхов (Тирасполь)
- Член комиссии — Петру Кадук (Гримэнкэуцы)
- Член комиссии — Михаил Буханюк (Оргеев)
- Член комиссии — Андрей Лазарев (Чадыр-Лунга)
- Член комиссии — Игорь Черненков (Бельцы)

## Судейская и техническая комиссия:[2]
- Председатель комиссии — Анатолий Кайгородов (Кишинев)
- Секретарь комиссии — Анатолий Пыка (Кишинев)
- Член комиссии — Владимир Гросул (Тирасполь)

## Комиссия Спортсменов:[2]
- Председатель комиссии — Тимофей Скрябин (Кишинев)
- Секретарь комиссии — Анатолий Андреев (Тирасполь)
- Член комиссии — Параскив Александру (Кишинев)

## Комиссия ветеранов:
- Председатель комиссии — Вадим Никитин (Кишинев)
- Секретарь комиссии — Сергей Гуранда (Бельцы)
- Член комиссии — Андрей Гушан (Кишинев)
- Член комиссии — Георгий Бугняк (Кишинев)
- Член комиссии — Петр Аракелов (Кишинев)

## Ревизионная комиссия:[2]
- Председатель комиссии — Владимир Новиков (Кишинев)
- Секретарь комиссии — Александр Бондаренко (Кишинев)
- Член комиссии — Николай Савков (Кишинев)[2]

## Апелляционная комиссия:[2]
- Председатель комиссии — Владимир Новиков (Кишинев)
- Секретарь комиссии — Бондаренко Александр (Кишинев)
- Член комиссии — Николай Савков (Кишинев)

## Антидопинговая комиссия:[2]
- Председатель комиссии — Анатолий Кайгородов (Кишинев)
- Секретарь комиссии — Олег Макарь (Кишинев)
- Член комиссии — Вячеслав Гожан (Гримэнкэуцы)

## Медицинская комиссия:[2]
- Председатель комиссии — Майя Тонкоглаз (Кишинев)
- Секретарь комиссии — Валентина Грибинча (Кишинев)

## Участие в чемпионатах
За время своего существования спортсмены-боксеры Молдовы принимали участие во всех престижных соревнованиях, возвращаясь домой с новыми титулами, наградами и победами. Молдавские боксёры всегда уверенно шли к поставленным целям, именно поэтому они добились успеха на Олимпийских играх 1996, 1988, 2000, 2004; Кубке мира — 1998 г., а также на многократных чемпионатах Европы и различных международных турнирах. Продолжают традиции мастеров и юные боксёры, которые участвуя в различных чемпионатах Европы и мира, добавляют в копилку Федерации немало наград.

## Сотрудничество с международными организациями
Федерация Бокса Молдавии в своей деятельности сотрудничает со всеми международными спортивными организациями. Недавно проведенный в Кишиневе турнир, среди профессионалов, высоко оценила Международная боксерская федерация (IBF).

## Департамент Олимпийского (любительского) бокса
Департамент Олимпийского (любительского) бокса (также именуемый Бюро Open Boxing (AOB)) является специализированным органом, посредством которого Федерация управляет олимпийским (любительским) боксом в кадре и в соответствии с Регламентами AIBA. Выборы членов, полномочия, Регламент деятельности Департамент Олимпийского (любительского) бокса утверждаются Президиумом. Департаментом Олимпийского (любительского) бокса руководит Президент или один из Вице-президентов. Департамент Олимпийского (любительского) бокса действует в соответствии с Регламентом и программой утверждёнными Президиумом и на основании указаний Президента Федерации.

## Департамент профессионального бокса
Председатель департамента — Алексей Киртока (Кишинев)

## Структура департамента профессионального бокса
Председатель департамента, вице-президент Федерации бокса Молдовы — Алексей Киртока (Кишинев)

## Судейская комиссия Департамента профессионального бокса
- Председатель комиссии — Анатолий Кайгородов (Кишинев)
- Секретарь комиссии — Сергей Фреюк (Кишинев)
- Член комиссии — Анатолий Пыка (Кишинев)

## Медицинская комиссия Департамента профессионального бокса
- Председатель комиссии — Майя Тонкоглаз (Кишинев)
- Секретарь комиссии — Валентина Грибинча (Кишинев)

В рамках Федерации бокса Республики Молдова как единственной в стране структуры, уполномоченной управлять боксом как видом спорта, (Краткая история создания) действует Департамент профессионального бокса, который занимается организацией и развитием профессионального бокса.
В рамках Департамента профессионального бокса действуют подразделения, направления, серии профессионального бокса, определенные Президиумом Федерации. Департаментом профессионального бокса руководит один из Вице-президентов. Департамент профессионального бокса действует в соответствии с Регламентом и программой утверждёнными Президиумом и на основании указаний Президента Федерации.